# Angicourt
 Angicourt  es una población y comuna francesa, en la región de Picardía, departamento de Oise, en el distrito de Clermont y cantón de Liancourt.
En 1415 tuvo lugar una batalla decisiva en el transcurso de la guerra de los Cien Años. 

## Demografía
| 571 | 969 | 1363 | 1495 | 1538 | 1525 |
| Para los censos de 1962 a 1999 la población legal corresponde a la población sin duplicidades (Fuente: INSEE [Consultar]) |     |      |      |      |      |

### En francés
- Louis Ricouart, Les Biens de l’abbaye de Saint-Vaast dans les diocèses de Beauvais, de Noyon, de Soissons et d’Amiens, (Los Bienes de la abadía de Saint-Vaast en las diócesis de Beauvais, de Noyon, de Soissons y de Amiens) 1888.
- Louis Graves, Précis statistique sur le canton de Liancourt(Precisiones estadísticas del Cantón de Liancourt), 1837.
- Jean-Charles Capronnier, Christian Corvisier, Bertrand Fournier, Anne-Françoise Le Guillez, Dany Sandron, Picardie gothique,(Gótico de la Picardia) Casterman, 1997.